# Andriejus Stančikas
Andriejus Stančikas (ur. 30 listopada 1961 w Pūčkoriai w rejonie płungiańskim) – litewski polityk, rolnik, samorządowiec i działacz gospodarczy, prezes Litewskiej Izby Rolniczej, poseł na Sejm Republiki Litewskiej.

## Życiorys
Z wykształcenia inżynier elektryk, w 1986 ukończył studia w Litewskiej Akademii Rolniczej. Zajął się prowadzeniem własnego gospodarstwa rolnego. W 2001 został koordynatorem i przewodniczącym rady spółdzielni mleczarskiej „Pieno gėlė”. Działacz organizacji i stowarzyszeń rolników i hodowców. W 2011 został wybrany na prezesa Litewskiej Izby Rolniczej, którą kierował do 2016.
Zaangażowany w działalność polityczną w ramach Litewskiej Partii Chłopskiej. Po przekształceniach partyjnych w 2001 został członkiem Związku Partii Chłopskiej i Nowej Demokracji, na bazie którego powstał następnie jednolity Litewski Ludowy Związek Chłopski, przemianowany później na Litewski Związek Rolników i Zielonych. Wszedł w skład władz krajowych tego ugrupowania.
W 2000 wybrany po raz pierwszy do rady rejonu płungiańskiego, z powodzeniem ubiegał się o reelekcję w 2003, 2007, 2011 i 2015. W wyborach w 2016 uzyskał mandat posła na Sejm Republiki Litewskiej. W parlamencie zasiadał do 2020. W 2023 ponownie został radnym rejonowym.

## Odznaczenia
- Medal Rady Bałtyckiej – 2015[5]